# 0年代
| 千纪： | 1千纪                                                                  |
| 世纪： | 前1世纪 \| 1世纪 \| 2世纪                                              |
| 年代： | 前20年代 \| 前10年代 \| 前0年代 \| 0年代 \| 10年代 \| 20年代 \| 30年代 |
| 年份： | 1年 \| 2年 \| 3年 \| 4年 \| 5年 \| 6年 \| 7年 \| 8年 \| 9年            |

0年代從1年1月1日開始，於9年12月31日結束。由於沒有公元0年，0年代是一個只有9年的年代。

## 大事记

### 人文
- 中国
  - 1年-王莽加爵“安汉公”。
  - 1年-汉平帝追谥孔子为褒成宣尼公，封孔子后裔均为褒成侯，从此孔子正式登上中国传统社会的神坛。
  - 8年，新朝建立，王莽稱帝並實行改制恢復舊制。

### 自然
- 1年－獅子在西歐絕跡。（見歐洲獅）

## 出生
- 1年-傳統上以公元元年为耶稣诞生之年，並为公元纪年之元年。事实上，耶稣的出生年、月、日皆难以考究且众说纷纭。
- 5年，劉嬰，西漢末代皇帝。

## 逝世
- 6年，劉衎，漢朝（西漢）第十二代皇帝。